# Звёздный ветер
Звёздный ветер — процесс истечения частиц вещества из звёзд в межзвёздное пространство.

## Определение
Вещество, из которого состоят звёзды, при определённых условиях может преодолевать их притяжение и выбрасываться в межзвёздное пространство. Это происходит в том случае, если частица в атмосфере звезды разгоняется до скорости, превышающей вторую космическую скорость для данной звезды. Фактически, скорости частиц, из которых состоит звёздный ветер, составляют сотни километров в секунду.
Звёздный ветер может содержать как заряженные частицы, так и нейтральные.
Звёздный ветер — постоянно происходящий процесс, который приводит к снижению массы звезды. Количественно этот процесс может быть охарактеризован массой вещества, которую теряет звезда в единицу времени (обычно измеряется в единицах массы Солнца в год).